# Lawrenceville (Wirginia)
Lawrenceville – miasto w Stanach Zjednoczonych, w stanie Wirginia, w hrabstwie Brunswick.